# LGBT práva v Norsku

Duhová mapa Norska

Norsko je stejně jako většina skandinávských zemí v oblasti práv leseb, gayů, bisexuálů a translidí (LGBT) považované za velmi liberální. Bylo také první zemí na světě, která přijala rozsáhlou antidiskriminační legislativu chránící práva jiných sexuálních orientací v mnoha oblastech veřejného života. Stejnopohlavní manželství, jakož i možnost společné adopce a přístupu k asistované reprodukci pro lesbické ženy legalizovalo v r. 2009. Právům translidí se však stále nedostává dostatečné pozornosti a ochrany.

## Zákony týkající se stejnopohlavní sexuální aktivity
Stejnopohlavní sexuální styk je zde legální od r. 1972. V tu samou dobu se stanovil jednotný věk legální způsobilosti k pohlavnímu styku pro obě orientace ve výši 16 let.

## Stejnopohlavní soužití

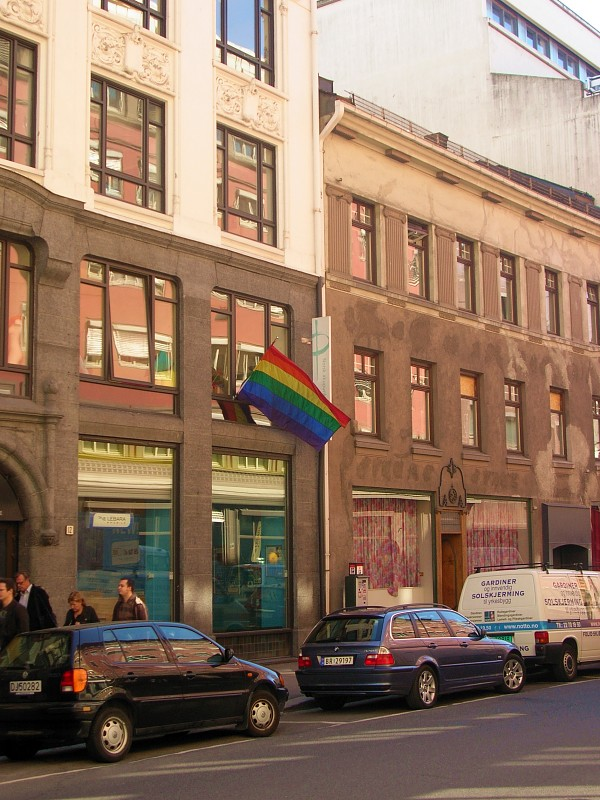

Páry stejného pohlaví smějí v Norsku uzavírat manželství od 1. ledna 2009.
K prvnímu pokusu o legalizaci stejnopohlavních sňatků došlo 18. listopadu 2004, kdy se dva členové parlamentu za Socialistickou levicovou stranu snažili o nahrazení existujícího zákona o registrovaném partnerství genderově-neutrálním manželstvím. Od návrhu bylo nakonec upouštěno s přislíbením vládního kabinetu se touto otázkou v budoucnu zabývat. Konzervativní vláda svůj slib však nedodržela. Nicméně následující Stoltenbergova vláda začlenila novelizaci manželského zákona do svého programu. Veřejné slyšení na toto téma se konalo 16. května 2007.
29. května 2008 zveřejnil The Associated Press vyjádření dvou opozičních stran ohledně stanoviska k návrhu novely manželského zákona. Obě vyjádřily svojí podporu a záměr hlasovat pro jeho přijetí dne 11. června, kdy se mělo konat první čtení. Tomuto předcházel nesouhlas některých členů vládnoucí koalice tří politických stran s novým zákonem, který by mohl vyústit i v nedostatečný počet hlasů pro přijetí.
První čtení následované hlasováním se konalo 11. června 2008, kdy hlasovalo 84 pro a 41 proti přijetí zákona o sňatcích párů stejného pohlaví. Tomuto předcházel vládní návrh novely manželského zákona ze 14. března 2008, jehož záměrem bylo umožnit gay a lesbickým párům vstup do manželství, a to i před orgány církve, přístup ke společné adopci a umělému oplodnění. Nový zákon měl předefinovat občanské sňatky na genderově-neutrální soužití dvou osob. Horní komora norského parlamentu (Lagtinget) návrh přijala v poměru hlasů 23:17. Královský podpis dostal ještě ten samý rok. Pozměněný zákon nabyl účinnosti k 1. lednu 2009.
Legalizaci manželství osob stejného pohlaví předcházel institut registrovaného partnerství (norsky: Partnerskapsloven) přijatý v r. 1993. Partnerství garantovalo párům stejného pohlaví prakticky většinu práv plynoucích z manželství, vyjma tohoto názvu. V r. 1991 poskytla vláda neregistrovaným stejnopohlavním párům určitá práva, jako například status blízkého příbuzného při rozhodování o zdravotním stavu druha a pro účely odškodnění v případech tragického úmrtí jednoho z nich.

## Adopce a plánování rodiny
Manželské a sezdané homosexální páry mají přístup k adopci dětí v souladu s právním řádem Norského království. Adopce nevlastního dítěte je rovněž umožněná manželským a společně žijícím párům. Lesbické páry mají také přístup k asistované reprodukci.
Navíc díky legalizaci stejnopohlavního manželství má manželka anebo partnerka těhotné ženy automaticky garantovaná rodičovská práva a povinnosti vůči jejímu dítěti ihned od okamžiku úspěšného podstoupeného procesu umělého oplodnění.

## Vojenská služba
LGBT menšina smí otevřeně působit ve složkách armády. Antidiskriminační legislativa z r. 1979 ji garantuje právo na rovné zacházení.

## Ochrana před diskriminací a zločiny z nenávisti
V r. 1981 se Norsko stalo první zemí na světě, která přijala zákon zakazující diskriminaci LGBT minority díky znovelizovanému § 349a trestního zákoníku zakazujícím diskriminaci na základě sexuální orientace v přístupu ke zboží a službám a garantujícím právo na veřejné shromažďování. Ten samý rok došlo k novele § 135a trestního zákona zakazujícím projevy nenávisti mířené proti LGBT komunitě. Diskriminace na pracovišti je protiprávní od r. 1998. Norsko má podle zprávy ILGA-Europe také mimo jiné i zákon explicitně zakazující diskriminaci jiných genderových identit. Kromě toho je také podle vyhodnocení ILGA-Europe jednou z 5 zemí spolu s Austrálií, Jihoafrickou republikou, Maltou a Německem, která chrání osoby neurčitého pohlaví tím, že se o nich přímo zmiňuje v antidiskriminačním zákonu

## Změna pohlaví
18. března 2016 vypracovala vláda návrh zákona, který by umožnil změnu pohlaví bez psychiatrického a psychologického souhlasu, jakož i potřeby diagnózy či jakéhokoliv vyjádření lékařské veřejnosti, všem osobám starším 16 let. Děti mladší 16 let a starší 6 let by potřebovaly souhlas rodičů.

## Úroveň LGBT práv
Norsko je všeobecně považované za gay friendly zemi. Nejrozvinutější a nejotevřenější gay komunita působí v Oslu, které je také dějištěm zdejší gay scény.
V r. 2015 sdělila média, že došlo k přemístění stanoviště taxy služby z blízkosti vchodu do nejstaršího osloského gay baru. Muslimové tvrdí, že označení taxy služeb přemístili řidiči z důvodu pořízených snímků muslimů vstupujících do baru. Mnohé z nich se pak dostali do rukou muslimských komunit.

## Souhrnný přehled
| Legální stejnopohlavní styk                                                                                    | (1972)                                          |
| Stejný věk legální způsobilosti k pohlavnímu styku pro obě orientace                                           | (1972)                                          |
| Anti-diskriminační zákony v zaměstnání                                                                         | (1998)                                          |
| Anti-diskriminační zákony v přístupu ke zboží a službám                                                        | (1981)                                          |
| Anti-diskriminační zákony v ostatních oblastech (homofobní urážky, zločiny z nenávisti)                        | (1981)                                          |
| Stejnopohlavní manželství                                                                                      | (2009)                                          |
| Jiná forma stejnopohlavního soužití                                                                            | (1993)                                          |
| Adopce dítěte partnera                                                                                         | (2009)                                          |
| Společná adopce dětí stejnopohlavními páry                                                                     | (2009)                                          |
| Gayové a lesby smějí otevřeně sloužit v armádě                                                                 | (1979)                                          |
| Možnost změny pohlaví                                                                                          | (2000)                                          |
| Přístup k umělému oplodnění pro lesbické ženy, vč. automatického rodičovství nebiologické manželky (partnerky) | (2009)                                          |
| Náhradní mateřství pro gay páry                                                                                | Bez úpravy i pro heterosexuální páry            |
| MSM smějí darovat krev                                                                                         | (od 2017, vyžadována roční sexuální abstinence) |